# Gà tre Nhật Bản
Gà Chabo hay gà bantam Nhật Bản hay gà tre Nhật Bản (Chữ Nhật: 矮鶏/ Hán Việt: Ải kê) là giống gà có xuất xứ từ Nhật Bản. Đây là giống gà đẹp được ưa chuộng để chọn làm loại gà kiểng. Nuôi loại gà này khá công phu. Ở Việt Nam, giống gà này còn được gọi là gà Thái hay gà tre Thái Lan do nguồn gốc của chúng ở Việt Nam được nhập thông qua thị trường Thái Lan là chủ yếu.

## Lịch sử giống
Nguồn gốc xa xưa của gà tre nhật có thể là ở vùng Đông Nam Á, nơi mà người dân ở đây vẫn nuôi gà từ lâu. Gà tre xuất hiện trong hội họa Nhật Bản ngay sau thời kỳ đóng cửa với thế giới bên ngoài, khoảng những năm 1635, và nó cũng xuất hiện trong hội họa Hà Lan vào cùng thời điểm. Có lẽ các nhà buôn gia vị người Hà Lan đã mang gà tre vào Nhật từ những cảng biển ở vùng Đông Nam Á như Hội An (Việt Nam) hay Java (Indonesia) vốn cũng là thuộc địa của Hà Lan vào thời đó. Từ "chabo" bắt nguồn từ ngôn ngữ Java "chabol" hay "cebol" có nghĩa là "lùn", áp dụng cho cả người lẫn giống gà chân ngắn này.
Gà chabo xuất hiện ở Đức vào đầu thế kỷ 19, sau đó xuất hiện tại Anh vào năm 1860 và được triển lãm rộng rãi từ năm 1910. Câu lại bộ lai tạo đầu tiên hình thành ở Anh vào năm 1921 và bị gián đoạn một thời gian trong khi Thế Chiến II diễn ra. Nó tái hoạt động vào năm 1961 và phát triển cho đến tận ngày nay. Tiêu chuẩn gà tre nhật với chân ngắn và thân tròn chỉ xuất hiện trong bản Tiêu chuẩn Gia Cầm Nhật Bản (Poultry Standard of Japan) vào năm 1941 mặc dù giống gà đã xuất hiện từ thế kỷ thứ 16.

## Đặc điểm

### Thân hình
Gà có trọng lượng và hình dáng nhỏ, và dáng đi lệt bệt, gà trống nặng từ 510 – 620 g, gà mái nặng từ 400 – 510 g), gà có hình dáng thấp, rộng và mập với ngực nở và đuôi dựng thẳng. Hình dáng chúng phù hợp với mồng rất to. Đầu chúng to và rộng, cử động mạnh mẽ và cong đều, mắt to. Mồng lá, to, dựng thẳng và chia đều với từ 4 đến 5 gai. Viền mồng phải đi đôi với gáy. Mặt nhẵn nhụi, tai cỡ trung bình, đỏ và không lem trắng. Tích thụng và lớn. Cổ tương đối ngắn, cong về phía sau và có nhiều lông bờm phủ lên vai. Mồng lớn, gai mồng phân đều, dựng thẳng mặc dù mồng đổ về một bên không phải là tật.
Thân chúng tròn và rộng với phần lưng (giữa cổ và lông mã) cực ngắn. Lưng rất ngắn, rộng và nếu nhìn ngang thì nó có hình chữ U hẹp với hai vách được tạo ra bởi cổ và đuôi. Tuy nhiên, hình dạng này hầu như không thể duy trì một khi gà hoàn toàn trưởng thành. Thân ngắn, thấp và rộng. Ngực rất đầy đặn, tròn và nhô hẳn ra phía trước. Cánh lớn với chóp gần chạm đất tạo ra dáng vẻ oai vệ mỗi khi bước đi. Cánh dài với chóp chấm đất ở ngay điểm cuối của thân. Hông rất ngắn và không lộ rõ.

### Đuôi
Đuôi rất rộng và hướng thẳng lên trên một cách duyên dáng phía sau đầu. Lông đuôi phải cao hơn đầu, khoảng 1/3 tổng chiều dài, xòe đều với các lông phụng chủ thẳng như lưỡi kiếm và kèm theo bởi một số lông tá. Đuôi có thể chạm vào mồng nhưng không ngả về trước quá nhiều. Đuôi không cong như những loài gà thông thường khác mà thẳng đứng như lá của cây hoa diên vĩ (iris). Có một số dạng như đuôi lệch, Đuôi sóc, Đuôi cong (lông phụng mềm) Đuôi ngả là lỗi, dị tật phát sinh. Dáng hẹp, chân dài, lưng dài, đuôi túm, đuôi thấp, đuôi không xòe, đuôi không đủ cao, đuôi ngả về trước quá nhiều, Đuôi quá thấp. Gà mái đuôi xòe đều và vươn quá đầu.

### Lông
Lông gà rất nhiều và dày, lông mã dày và dài. Ngoài dạng lông bình thường còn có dạng lông xù/mịn (frizzle/silkie). Lông đuôi phải rộng, cặp lông phụng chủ phải hơi cong như lưỡi kiếm. Những biến thể sau đây được ghi nhận ở gà Chabo là:

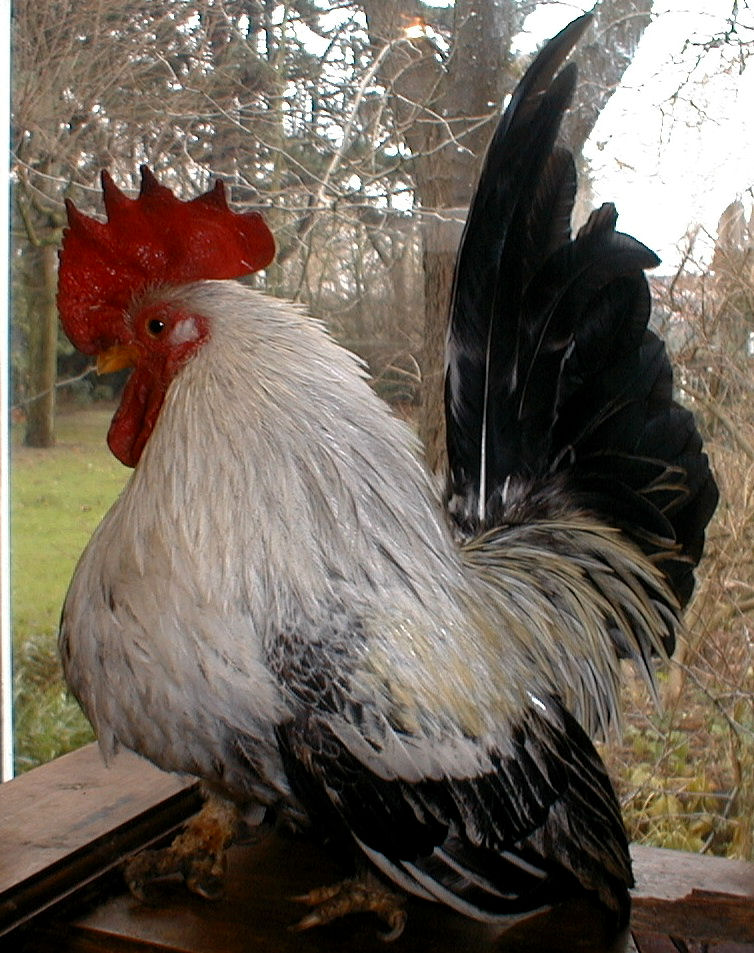
Một con gà tre Nhật có màu trắng

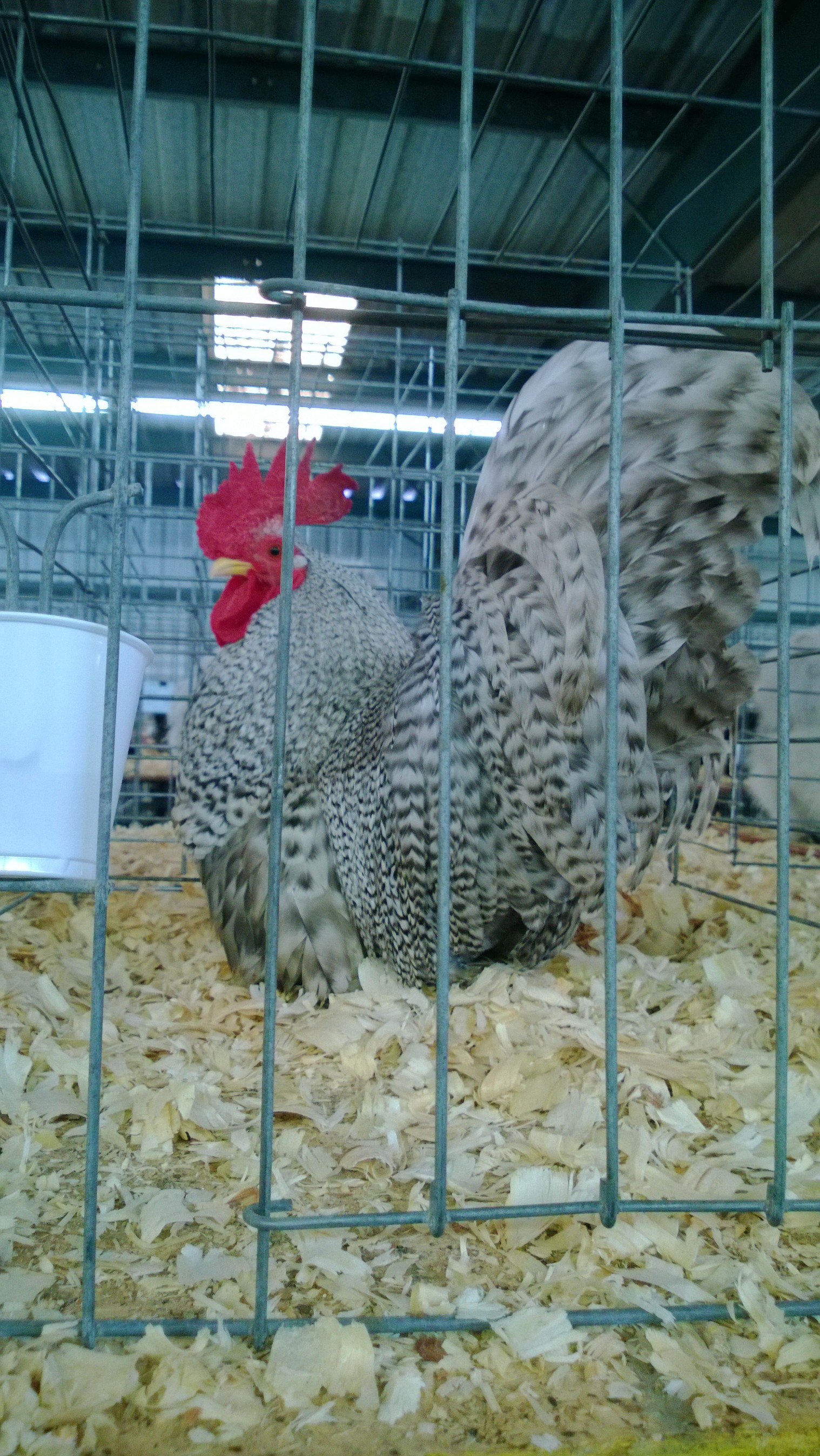
Một con gà tre Nhật có pha màu

- Nhạn (white): màu lông phải trắng tinh, lông hơi vàng một chút nhưng nếu vàng quá, lông hơi trong hay dính màu lạ là không thuộc tiêu chuẩn.
- Nhạn đuôi đen (white black tail): đuôi ít đen hay cổ dính đen thì không thuộc tiêu chuẩn
- Ô (black): lông đen tuyền và hơi dính màu ánh kim được chấp nhận. Màu ánh kim chuyển sang tông tím bị coi là lỗi. Ở một số cá thể, hắc sắc tố phát triển mạnh khiến vùng mặt (bao gồm mồng, tích, tai và mắt) nhiễm đen, mắt cam ở ô mặt đen là lỗi.
- Xám tro (blue)
- Bông (mottled) là biến thể bông rất đa dạng, bông càng gần đốm tròn, bông biến thành viền hay vạch là lỗi. Có những biến thể gồm:
  - Bông tam sắc (tricolor mottled): bông trắng và đen trên nền điều
  - Ô bông (mottled black)
  - Tro bông (mottled blue)
  - Khét bông (mottled buff) và nhạn bông (mottled white)
- Ó (cuckoo): Một biến thể của màu ó nữa là ó khét với hoa văn trên nền khét nhạt ở lông cổ và lông mã.
- Điều (black breasted red).
- Mái vàng (wheaten)
- Khét (brown red): tương tự như màu điều nhưng lông ngực màu nâu (thay vì đen).
- Khét sữa (buff): tông màu nâu nhạt như da bò (buff), có nơi còn phân thành đuôi thường và đuôi đen (black tail).
- Chuối (silver duckwing)
- Chuối xám (birchen/gray)
- Okina: râu
- Higo: mồng, tích cực to
- Xù (frizzle)/Mịn (silkie, gà ác)

Cẳng chân gà ngắn, nhẵn nhụi không lông, mạnh mẽ và khủy chân sắc góc. Cẳng ngắn đến mức hầu như không thể nhìn thấy. Bốn ngón thẳng và xòe đều. Chân ngắn và không dính lông, vì vậy, khi đứng, chỉ có phần ngón chân đưa ra ngoài, tuy nhiên chân vẫn thẳng và ngắn. Chân xoãi về phía trước được coi là lỗi bởi vì nó khiến bụng gần chạm đất. Gà tre nhật thực sự có nguồn gốc lâu đời, không tồn tại dòng gà tương tự với kích thước lớn hơn, chúng có tính cách lanh lợi.
Tất cả các biến thể đều có chân ngắn. Di truyền Gà tre nhật mang 1 alen chân thấp và 1 alen chân cao. Khi lai tạo, trứng sẽ nhận được mỗi alen từ gà cha lẫn gà mẹ. Nếu trứng nhận được cả hai alen chân thấp từ gà cha mẹ thì không sẽ không nở vì bào thai chết yểu. Alen chân thấp tiềm tàng yếu tố mà khi kết hợp với nhau thì nó sẽ bộc phát. 
Kết quả lai tạo như sau:
- 25% số trứng sẽ nhận được cả hai alen chân thấp. Trứng sẽ hư, không nở.
- 50% số trứng sẽ nhận được một alen chân thấp và một alen chân cao. Vì đặc điểm chân thấp là gien trội nên toàn bộ số gà này sẽ có kiểu hình chân thấp.
- 25% số trứng sẽ nhận được hai alen chân cao và có kiểu hình chân cao mà các nhà lai tạo không mong muốn. Nếu lai tạo những con gà này với nhau thì sẽ không bao giờ thu được gà tre nhật chân thấp chính hiệu.

Một số người lai gà trống chân cao với gà mái chân thấp. Cách này cũng thu được 50% gà chabo chân thấp nhưng có hai ưu điểm là gà trống chân cao đạp mái tốt hơn và thu được 50% gà chân cao (thay vì 25%) nhờ vậy số cá thể trống chân cao nhiều hơn và dễ lựa gà giống để lai tiếp.

## Nuôi dưỡng

### Chăm sóc
Gà tre nhật chỉ có thể nuôi ngoài trời vào mùa khô ráo. Vì nhỏ con và nhẹ cân nên chúng không thích hợp để nuôi ngoài trời khi thời tiết trở lạnh và ẩm ướt. Gà tre nhật có thể được nuôi quanh năm trong nhà trại. Kiểu nuôi này có thể tránh được tác động của thời tiết mà vẫn sạch sẽ và khô ráo. Nhờ được chiếu sáng bằng đèn, bạn có thể kéo dài thời lượng ban ngày vào mùa đông để cho gà ăn cũng như có thêm thời gian để chăm sóc và quan sát gà. 

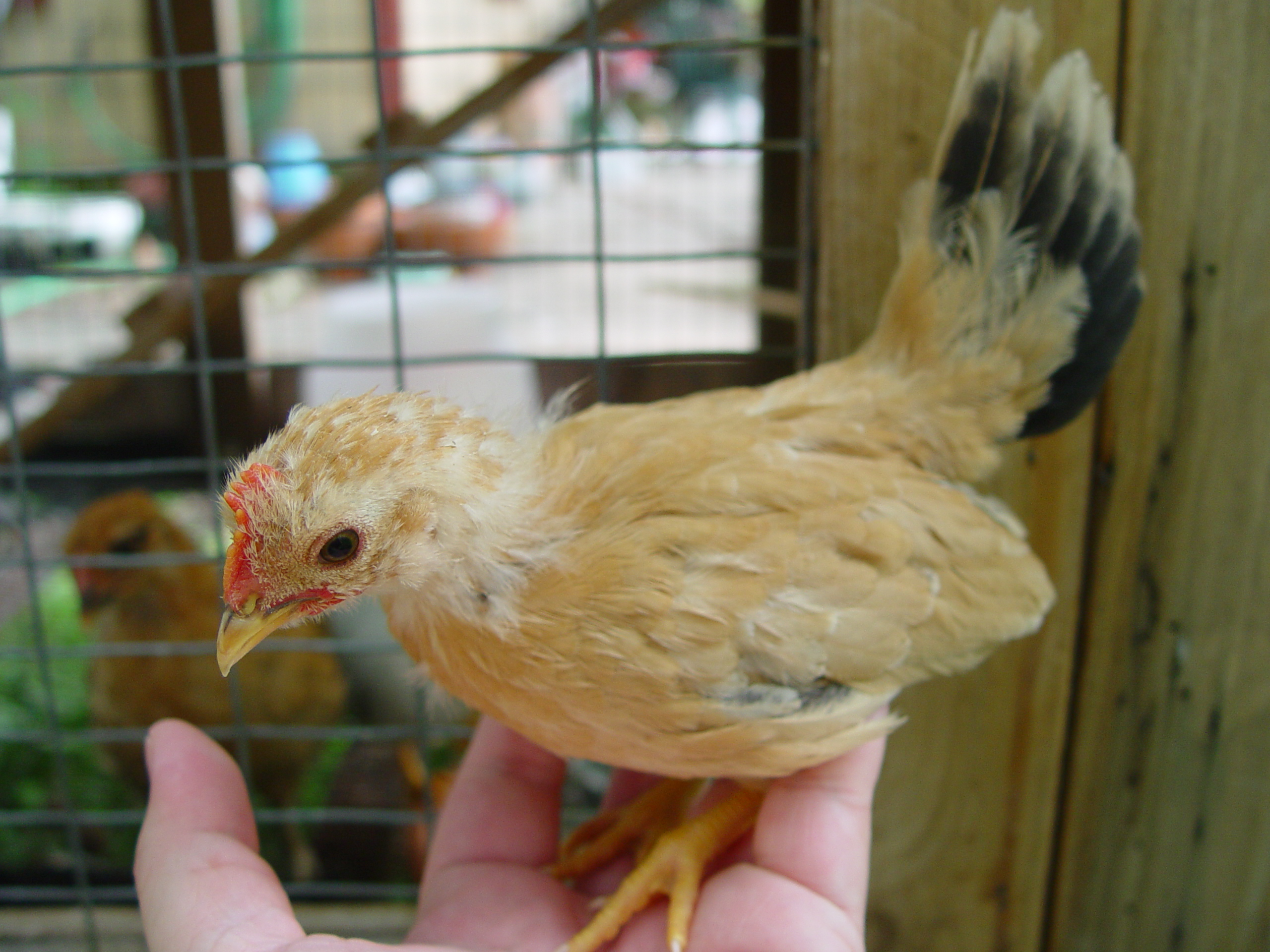
Gà tre Nhật tơ

Về nuôi dưỡng và ấp trứng, có thể thực hiện theo phương pháp ấp tự nhiên, một số ấp bán nhân tạo còn một số phụ thuộc hoàn toàn vào lồng ấp, gà mẹ làm hết mọi thứ. Một khi gà bắt cặp, tổ sẽ được đưa vào. Thông thường mỗi ngăn một tổ. Hầu hết gà tre Nhật mái đẻ từ 7 đến 9 trứng rồi mới ấp. Khi gà mái bắt đầu nằm ổ, dời gà và trứng khỏi tổ và xịt hay rắc thuốc sát trùng (gà mái nằm ổ dễ bị rệp và ve tấn công). Đặt lại trứng vào tổ và gà mái vào ngăn. Không ép gà mái nằm lên trứng, sau khoảng 10-15 phút gà mái sẽ tự vào ấp trứng. Sau khi nằm ổ, 20-21 ngày sau trứng sẽ nở.
Đa phần gà mái sẽ tự rời tổ để ăn uống và vệ sinh, nhờ vậy tổ sẽ luôn sạch sẽ. Nếu gà mái đáng tin cậy và thực hiện tốt vai trò làm mẹ, kết quả thu được sẽ tốt và những con gà như vậy được tuyển làm gà giống để duy trì đặc điểm này cho những thế hệ về sau. Gà mái có thể bỏ ấp, khi gà con ra đời chúng có thể bị gà mái tấn công hay không được ủ ấm, gGà mái đè quá mạnh lên trứng khiến chúng bị hư (soiled).
Phương pháp bán nhân tạo là ấp trứng theo cách tự nhiên và nuôi gà con bằng cách nhân tạo. bồi dưỡng cho gà trước khi chúng bắt đầu đẻ trứng nguồn dinh dưỡng tốt và chiếu đèn, gà phải đẻ trứng trước khi nằm ổ. Tổ gà được đặt vào mỗi ngăn và để tự nhiên. Khi trứng nở, ngay lúc gà con vừa khô lông, chúng được tách khỏi gà mẹ và đặt vào lồng ấp/sưởi nhân tạo. Nếu gà con tụm vào nhau thì lồng sưởi vẫn chưa đủ ấm, nếu chúng nép vào các góc và thở gấp thì có nghĩa lồng quá nóng.

### Thức ăn
Mặc dù gà tre nhật có bề ngoài khác biệt với hầu hết các gống gà khác, đặc biệt là loài gà rừng tổ tiên, nhưng chúng có thể được cho ăn theo cách tương tự. Cám hay viên tổng hợp, các loại thức ăn tổng hợp dưới dạng cám hay viên luôn sẵn có và rất tiện lợi để nuôi gà. Thức ăn viên dưới dạng khô được sử dụng, người ta cũng cho gà ăn ngũ cốc xen kẽ với thức ăn viên, hoặc trộn cả hai. Khi gà đẻ trứng, chúng sẽ tiêu thụ một lượng lớn nước. 
Gà sử dụng sạn vào hai mục đích chính. Sạn được dùng để nghiền các thức ăn cứng, chẳng hạn như bắp. Gà được cung cấp sạn nếu thức ăn có bắp, bằng không thì chúng không thể tiêu hóa một cách thích hợp. Sạn được trữ trong một bộ phận đặc biệt gọi là mề, và đấy là nơi xay nhỏ. Gà phải phát triển bộ phận đặc biệt này để bù đắp cho việc chúng nuốt toàn bộ thức ăn mà không nhai. Công dụng khác của sạn là tiết ra calci để gà phát triển và duy trì sức khỏe, nhưng đặc biệt là để tạo vỏ trứng nhất là sạn làm từ vỏ sò ốc giã nhỏ. Gà được cho ăn cám/viên tổng hợp thuần túy không cần sạn, bởi vì calci đã có sẵn trong thức ăn và chúng có thể tiêu hóa thức ăn mà chẳng cần nghiền nát. Gà thả rông có thể tự kiếm sạn từ đất.

## Phân phối

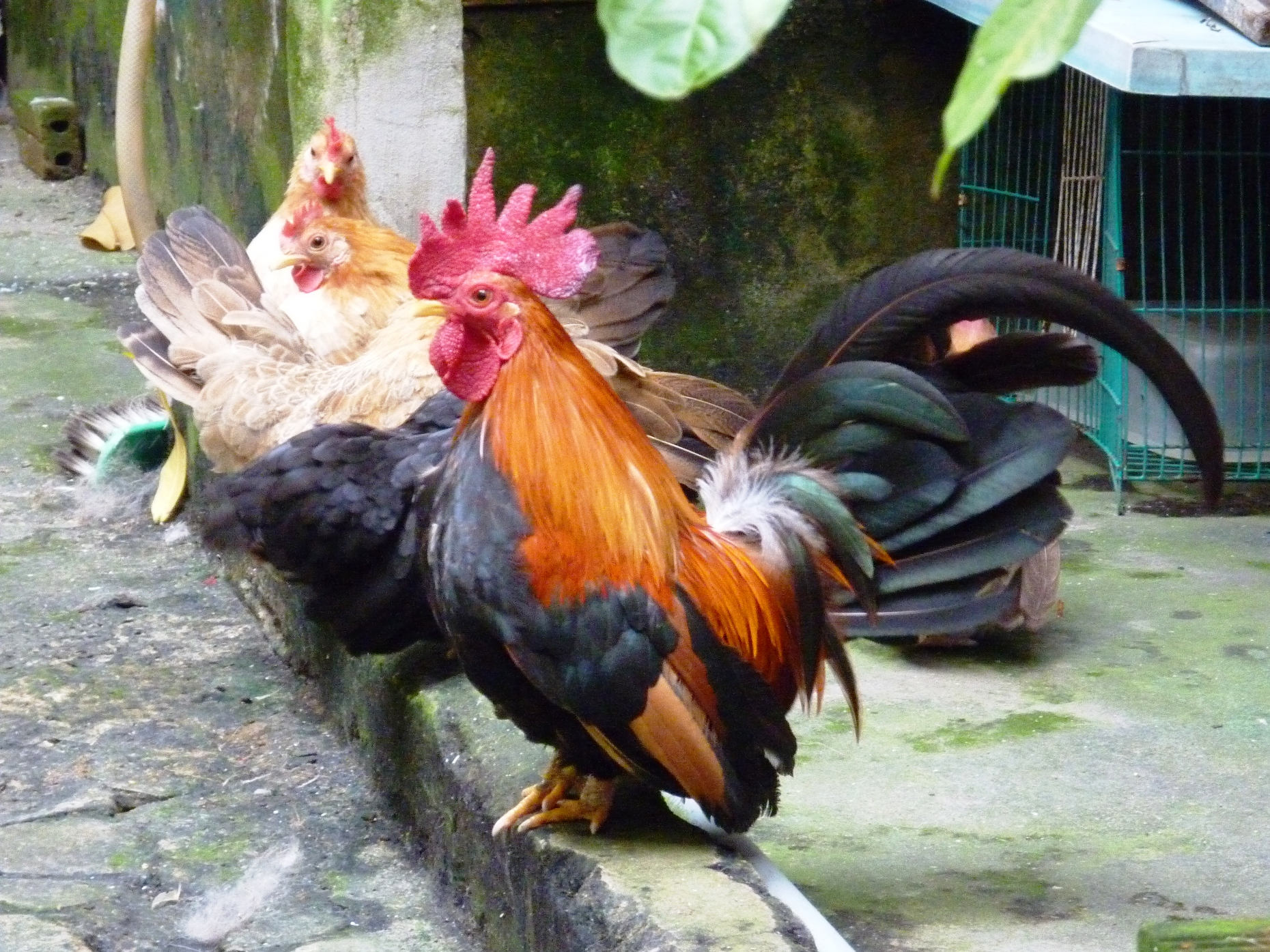
Một con gà tre Thái Lan được nuôi tại Việt Nam

Hiện nay, ở châu Á có Thái Lan là nước có phong trào gà kiểng rất sôi động là một trong những nước xuất khẩu gà kiểng hàng đầu thế giới. Thái Lan là nơi đổ gà (nhân giống) mạnh nhất trong khu vực. Người Thái mang giống gà Nhật về đổ để cung cấp cho dân chơi gà kiểng ở nhiều nước. Những con gà kiểng từ Thái Lan bắt đầu du nhập thị trường Việt Nam và nhanh chóng tạo nên cơn sốt, đỉnh điểm là vào năm 2008.